# Imperator Alexander III. (Schiff)
Die Imperator Alexander III (russisch Император Александр III) war ein Schlachtschiff (Einheitslinienschiff) der Borodino-Klasse der Kaiserlich Russischen Marine. Sie wurde nach Zar Alexander III. von dessen Sohn Zar Nikolaus II. benannt. Das Schiff wurde nach einem Marsch von über 18.000 sm mit zwei Schwesterschiffen am 27. Mai 1905 in der Seeschlacht bei Tsushima versenkt.

## Die Borodino-Klasse
Die Borodino-Klasse basierte auf den Plänen der in Frankreich 1899–1901 gebauten Zessarewitsch. Die russische Marineleitung hatte beim Abschluss des Bauvertrags darauf bestanden, dass man fünf weitere Schiffe der gleichen Art in Russland bauen und soweit notwendig modifizieren durfte, damit sie den Ansprüchen der russischen Marine entsprächen. Demgemäß wurden von 1899 bis 1905 die Schiffe der Borodino-Klasse auf russischen Werften gebaut: Borodino, Imperator Alexander III., Orjol, Knjas Suworow und Slawa.
Wie schon die Zessarewitsch, so litten auch diese Schiffe daran, dass ihr Schwerpunkt zu hoch lag, die Bordwände im sogenannten „Tumblehome“-Design oberhalb der Wasserlinie nach innen zeigten, das in der Rumpfmitte laufende Längsschott die Gefahr des Kenterns heraufbeschwor, und der niedrige Gürtelpanzer bei voller Gefechtsbeladung unter Wasser gedrückt wurde. Die Kasemattgeschütze lagen so tief, dass sie bei Seegang unbrauchbar waren. Hinzu kam, dass die Schiffe trotz größeren Gewichts schwächere Maschinen als die Zessarewitsch hatten. Alle drei bei Tsushima versenkten Schiffe der Klasse kenterten, bevor sie sanken. Die Schiffe werden daher von manchen Schiffbauexperten als die schlechtesten jemals gebauten Schlachtschiffe angesehen.

## Geschichte
Die Imperator Alexander III. wurde 1899 auf der Baltischen Schiffswerft in Sankt Petersburg auf Kiel gelegt. Sie lief im November 1901 vom Stapel und wurde im August 1903 fertiggestellt, in Dienst gestellt am 1. September 1904 und mit ihren Schwestern (ausgenommen die noch nicht fertiggestellte Slawa) dem Zweiten Pazifik-Geschwader unter Vizeadmiral Sinowi Roschestwenski zugeteilt. Bereits am 15. Oktober 1904 ging Roschestwenskis Flotte auf die achtmonatige Reise über 18.000 Seemeilen nach Ostasien.
Die Imperator Alexander III., unter dem Kommando von Kapitän Buchwostow, wurde in der Seeschlacht bei Tsushima am 27. Mai 1905 sehr schnell schwer beschädigt, da sie das zweite Schiff der Schlachtlinie war. Sie bekam in der Schlachtlinie laufend erhebliche Treffer der japanischen Schlachtflotte ab. Schwer getroffen scherte sie schließlich aus der Schlachtlinie aus, kenterte und sank. Kein Mitglied der Besatzung überlebte den Untergang.